# Kanton Le Caylar

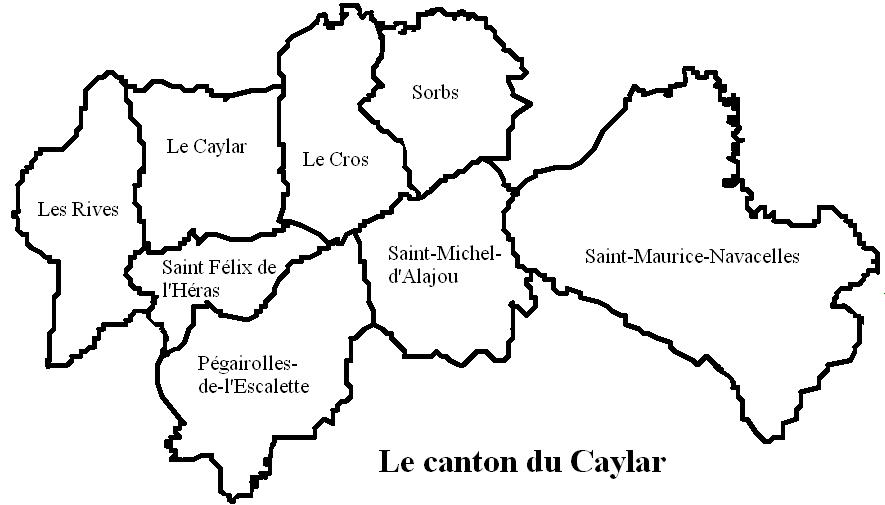
Kanton Le Caylar

Der Kanton Le Caylar war bis 2015 ein französischer Wahlkreis im Arrondissement Lodève, im Département Hérault und in der früheren Region Languedoc-Roussillon. Er hatte 1052 Einwohner (Stand: 1. Januar 2012).

## Gemeinden
Der Kanton umfasste acht Gemeinden:
| Gemeinde                   | Einwohner Jahr | Fläche km² | Bevölkerungsdichte | Code INSEE | Postleitzahl |
| -------------------------- | -------------- | ---------- | ------------------ | ---------- | ------------ |
| Le Caylar                  | 441 (2013)     | –          | – Einw./km²        | 34064      | 34520        |
| Le Cros                    | 52 (2013)      | –          | – Einw./km²        | 34091      | 34520        |
| Pégairolles-de-l’Escalette | 138 (2013)     | –          | – Einw./km²        | 34196      | 34700        |
| Les Rives                  | 143 (2013)     | –          | – Einw./km²        | 34230      | 34520        |
| Saint-Félix-de-l’Héras     | 35 (2013)      | –          | – Einw./km²        | 34253      | 34520        |
| Saint-Maurice-Navacelles   | 169 (2013)     | –          | – Einw./km²        | 34277      | 34520        |
| Saint-Michel               | 49 (2013)      | –          | – Einw./km²        | 34278      | 34520        |
| Sorbs                      | 36 (2013)      | –          | – Einw./km²        | 34303      | 34520        |